# 京斯敦

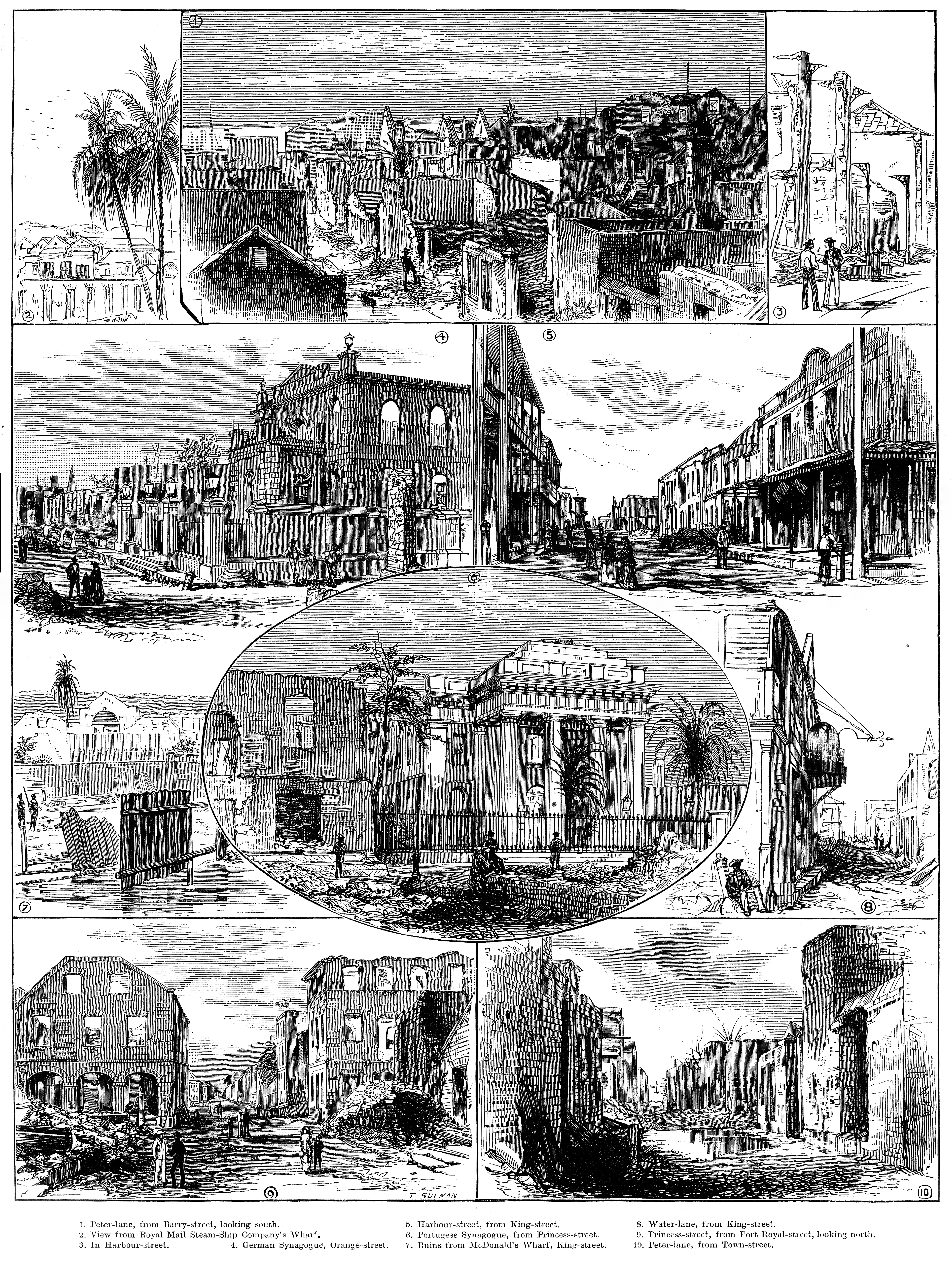
1882年的大火幾乎燒掉整個城市的一半建築物

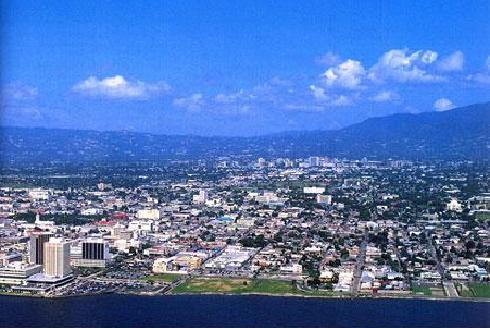
俯瞰金斯敦，2008年

京斯敦，牙買加的首都，也是牙買加首要的港口。它是加勒比海地區較大的都會區之一。京斯敦城是由英國人所建立的，主要目的是為作為運輸甘蔗至歐洲。1907年，一場地震使得京斯敦毀損慘重，不過也因為地震後的重建，使得京斯敦城有許多現代化的旅館、銀行與商業辦公大廈。該城的貧窮地帶有許多問題滋生，甚至常引起政治騷動。

## 歷史
京斯敦始建于1692年，當時用以取代遭地震破坏的罗亚尔港。1703年，皇家海港遭遇大火，促使居民們向金斯敦市遷移的風潮，1713年，金斯顿区成立。1872年又取代西班牙镇为牙买加首府。迭遭大火焚毁，1780年、1782年、1843年都有大火，最嚴重的一次發生於1882年的大火，連燒了4天4夜，1850年有霍亂流行，1907年1月14日大地震，後又大力重建。

## 知名人物
- 德文·马克斯·怀特，棒球選手
- 尤塞恩·博尔特，短跑运动员
- 拉希姆·斯特林，英格蘭職業足球員，現效力英超俱樂部曼城
- 賈斯汀·馬斯特森，棒球選手

## 友好城市
| - 美国迈阿密 - 美国卡拉马祖 - 英国考文垂 - 墨西哥瓜达拉哈拉 - 中華人民共和國深圳 |